# Vilhelm Theodor Fischer
Vilhelm Theodor Fischer (4. oktober 1857 i Holbæk – 24. oktober 1928 på Frederiksberg) var en dansk dyremaler.
Fischer er søn af malermester Jens Vilhelm Fisher og Johanne Frederikke født Dithmer. Fischer, der i nogle år var elev af Kunstakademiet, har siden 1880, i hvilket år han udstillede første gang, ved sine arbejder vist så gode evner, at han må regnes for en af vore dygtigste yngre dyrmalere. I valget af motiver røber han et eget elskværdigt syn på dyrene og deres færden, og som særlig karakteristiske eksempler herpå kunne nævnes dels En Patient (1885), i hvilket den grå puddel med sin indbundne pote fra kakkelovnskrogen stirrer medynksvækkende på beskueren, dels Plagen og den gamle sorte (1888), der fortæller smukt om venskabsforholdet mellem de firfoddede. Tre gange vandt han den Neuhausenske Konkurspræmie, nemlig 1883 med Høns og Ænder uden for en Bondegaard, 1887 med Heste paa Græs og 1891 med Legende Hunde., ligesom han også har opnået flere mindre stipendier til studierejser i indlandet. Efter at Fischer 1894 var blevet knyttet til Den Kongelige Porcelænsfabrik, blev han en af dennes betydeligste underglasurmalere. Desuden udførte han illustrationer til adskillige litterære og populærvidenskabelige værker og nogle raderinger.
Fischer ægtede 6. december 1890 Vilhelmine Birgitte Ipsen, datter af bager Georg Ipsen i Odense.